# کامپسو

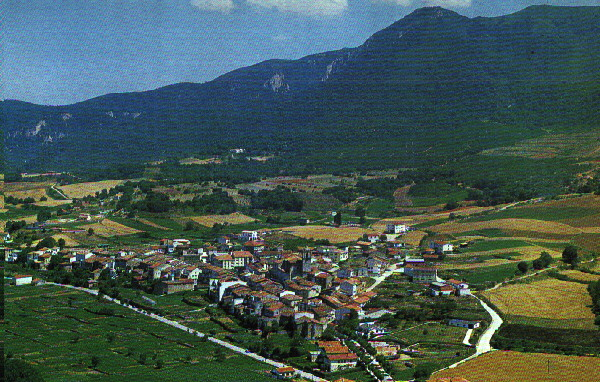
نمایی از کامپسو/کانپسو، دهستانی در آلابای اسپانیا - ۱۹۹۷

کامپسو/کانپسو دهستانی در استان آلابای اسپانیا است.
در این دهستان ۱۰۷۵ نفر زندگی می‌کنند. مساحت این دهستان ۸۵٫۱۳ کیلومتر مربع است.

## مراجع
- نام، جمعیت و مساحت از درگاه ملی آمار (اسپانیا) گرفته شده است.